# جواو موتينهو (لاعب كرة قدم)
جواو موتينهو (بالبرتغالية: João Bragança Moutinho) هو لاعب كرة قدم برتغالي في مركز الدفاع، ولد في 12 يناير 1998 في لشبونة في البرتغال. لعب مع أورلاندو سيتي.

## وصلات خارجية
- جواو موتينهو على موقع الدوري الأمريكي (الإنجليزية)
- جواو موتينهو على موقع قاعدة بيانات كرة القدم.إي يو (الإنجليزية)
- جواو موتينهو على موقع ليكيب (الفرنسية)
- جواو موتينهو على موقع Soccerway.com (الإنجليزية)